# 豫讓
豫讓（？—約前453年），春秋時代晉國人，晉國中軍將知襄子的家臣。《戰國策·趙策一》記載豫讓為晉國俠士畢陽之孫。

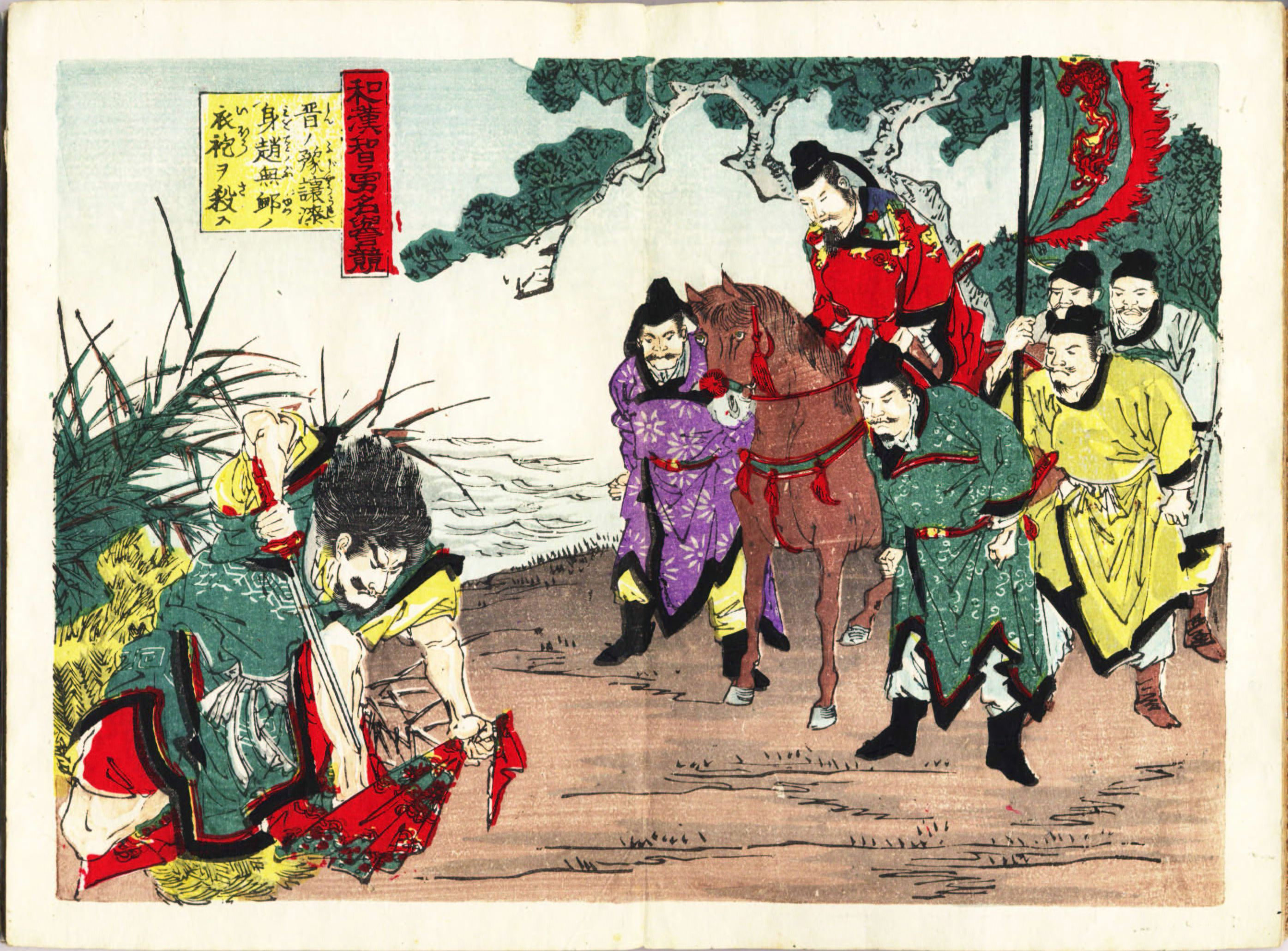
豫讓劈击趙襄子衣袍，以示报仇

## 生平[2][3]
豫让本來仕事於范氏及中行氏，但一直不太出名。後來轉去智伯瑤門下任職，智伯很看重他。之後晉陽之戰爆發，智伯討伐趙襄子，趙襄子聯合韓康子與魏桓子（後來韓國與魏國君主的先輩）於晉出公二十二年（前453年）滅掉智伯，將智伯的土地瓜分。趙襄子與智伯之間本來就有極深的仇怨，將智伯的頭顱當飲酒之骷髏杯。
豫讓逃到山中，說道：「唉！男子只會為了解自己的人而死，女子只會為愛慕自己的人而裝扮。既然智伯了解我，我一定會為智伯報仇而死，以報答智伯的恩情，那麼我死後的魂魄就不會羞愧了。」便改姓換名，冒充成服刑之人，混進趙襄子宮廷裡塗飾廁所，身帶匕首，想刺殺趙襄子。一日，趙襄子正在如廁，突然心一驚，抓住服刑人審問，發現他是豫讓，知他要報仇，侍衛要殺他。但趙襄子卻說：「他是行正道的義士，我小心避開他就可以了。況且智伯死後連後代都沒有了，而他的家臣希望為他報仇，這是天下的賢人啊。」最後釋放了他。
不久，豫讓又在身上塗漆，讓皮膚長滿惡瘡，又吞木炭使自己聲音變得沙啞，令自己的樣子令人無法辨認，連他的妻子都不認得，豫讓便在街道上行乞。朋友認出豫讓，為他哭道：「憑著你的才幹，若能委身為臣事奉趙襄子，襄子必定會親近和寵信你。到你得到親近和寵信時，你要按照心意去做事，難道還不容易嗎？何必要殘害自己身體，損壞自己的外表，希望藉此達到向襄子報仇的目的，這不是更困難嗎？」豫讓說：「假如我委身為臣事奉人家，而又想要殺掉他，這是懷有二心去事奉君主。我所做的事的確極為困難，但是我之所以這樣做，是要使得天下後世為人臣子，事奉君主卻懷有二心的人感到羞愧啊。」  
過了一段時間，豫讓在趙襄子必經的橋下埋伏。趙襄子來到橋邊，馬突然大驚，趙襄子說：「一定是豫讓在這兒。」派人搜查，果然找出豫讓。趙襄子問豫讓：「你不也曾經事奉范氏和中行氏嗎？智伯把他們兩家都消滅了，你卻不為他們兩家報仇，反而委身臣服於智伯。現在智伯也已經死去，你又為甚麼單單如此深刻地要為他報仇呢？」豫讓答道：「臣事奉范氏和中行氏時，范氏和中行氏把我當作一般人對待，因此我也像一般人那樣去回報他們。至於智伯，他是把我當作國士相待，所以我也以國士的身分去報答他。」趙襄子歎息哭泣著說：「唉豫子啊！你為智伯所做的事，已經足以使你成名，而我赦免你對我做的事，也已經夠了。你為自己作好打算吧，我不會再放過你了！」下令將豫讓圍住。
豫讓說：「臣聽說賢明的主君不會掩飾他人的美名，而忠心的臣子則有為名節而死的道理。之前您已寬宏地赦免了臣，天下沒有人不稱讚您的賢明。今日發生了這件事，臣本來就應該承受死罪，但仍希望取得您的衣服刺它幾下，藉此來達到報仇之意願，那麼臣即使死也不會悔恨。臣實在不敢對您有所請求，但仍然要向您說出我心中的想法！」趙襄子被他的義氣感動，命人將自己的衣服給豫讓。豫讓拔劍跳躍三次刺向趙襄子衣服，說道：「我可以到泉下回報智伯了！」說完就自刎而死。趙國有志向的人知道豫讓已死，都為之傷心流淚。

## 評價
太史公曰：「世言荊軻，其稱太子丹之命，『天雨粟，馬生角』也，太過。又言荊軻傷秦王，皆非也。始公孫季功、董生與夏無且游，具知其事，為余道之如是。自曹沫至荊軻五人，此其義或成或不成，然其立意較然，不欺其志，名垂後世，豈妄也哉！」
索隱述贊：「曹沫盟柯，返魯侵地。專諸進炙，定吳篡位。彰弟哭市，報主塗廁。刎頸申冤，操袖行事。暴秦奪魄，懦夫增氣。」
歷史專欄作家溫伯陵稱君以知己待我，我以知己回報；俠客都以此為信念，不在乎名利地位，只做以為對的，精神道義都自由。

## 名言
- 士為知己者死，女為悅己者容。
- 眾人遇我，我故眾人報之。國士遇我，我故國士報之。

## 延伸阅读
[在维基数据编辑]
 《刺客列傳》，出自司馬遷《史記》
 在维基共享资源阅览影像